# Michaél Attaleiates
Michaél Attaleiates někdy zvaný jen Attaleiates (řecky: Μιχαήλ Ἀτταλειάτης; asi 1022 – asi 1080) byl byzantský historik a právník. K jeho nejvýznamnějším pracím patří dějepisný spis História a právně-historický spis Ponema Nomikon.

## Život
Narodil se do chudé, málo významné rodiny. Podle jména lze usuzovat, že pocházel z Attálie v tehdejší Pamfýlii (dnešní Antalya v Turecku). Do hlavního města Konstantinopole přišel někdy mezi lety 1030 až 1040. Po dokončení studií se stal advokátem a následně i civilním a vojenským soudcem. Nakonec to dotáhl do funkce nejvyššího soudce říše. Za jeho služby mu byly postupně uděleny vysoké tituly patrikia a anthypata (prokonzula). Získal i značný majetek, ze kterého kolem roku 1077 financoval založení kláštera Krista Panoiktirmoona v hlavním městě a chudobince (xenodocheionu) v Rhaidestu (dnešní Tekirdağ). Zakládací listiny těchto institucí (nazývané též Nařízení pro chudinský dům a klášter) jsou považovány za cenné prameny ke studiu hospodářských a kulturních poměrů Byzance 11. století.

## Dílo
Jeho nejvýznamnějším dílem je ovšem spis História z roku 1079 nebo 1080. Nedokončený historický spis, ve kterém popisuje vývoj Byzantské říše od roku 1034 do roku 1080. Největší část díla je věnována vládě Nikéfora III. Botaneiata, kterému je dílo také dedikováno. Tuto část díla lze označit i jako panegyriku – oslavnou chválu. Dílo krom popisu společenských jevů obsahuje i několik vzácných popisů jevů přírodních. Jazykově se blíží ke komnénovskému archaizujícímu stylu. Zajímavé je, že místo Boha autor v jistých okamžicích za příčinu některých jevů označuje Týché, starořeckou bohyni šťastné náhody (jíž západní Římané říkali Fortuna). Attaliates píše jako očitý svědek a současník. Ačkoli jeho styl není prostý obvyklých "odbočkových" zlozvyků byzantských historiků, je plynulejší a kompaktnější než styl jeho předchůdců. Byzantolog Karl Krumbacher chválil jeho "přesný úsudek a smysl pro spravedlnost". V obou ohledech podle něj značně předčil svého pokračovatele, dvořana Psellose, který podlehl mnohem více panegyrické tendenci. Významné a často diskutované z tohoto díla jsou rovněž pasáže věnované Balkánu, Attaleiates je například prvním, kdo písemně zaznamenává existenci Albánců, které tam nazývá Albanoi.
Attaleiates sepsal též právnickou příručku Ponema Nomikon. Vznikla v roce 1072 pro císaře Michala VII. Popsal v ní vývoj římského práva od republiky až po vydání byzantského zákoníku zvaného Basiliky.